# Шимечка, Милан
Милан Шимечка (словац. Milan Šimečka; 6 марта 1930, Богумин — 24 сентября 1990, Прага) — чешско-словацкий философ и политический публицист, один из ведущих левых диссидентов во время режима «нормализации». Отец писателя и публициста Мартина Милана Шимечки и дед журналиста и политика Михала Шимечки.

## Биография
После окончания средней школы в 1949 году он изучал чешскую и русскую литературу на факультете искусств Университета Масарика в Брно, который окончил в 1953 году. В 1953/1954 учебном году он преподавал в одиннадцатилетней средней школе в Кромержиже; затем он стал ассистентом на кафедре марксизма-ленинизма в Университете Коменского в Братиславе, где читал лекции по основам марксизма студентам-медикам и фармацевтам. Оттуда он в 1957/1958 году перешёл в Академию исполнительских искусств, где также получил степень доктора философии. 
С осени 1967 по февраль 1968 года Шимечка провёл полгода в Майнце в качестве стипендиата в Институте европейской истории. После подавления Пражской весны и оккупации Чехословакии в 1968 году он в начале «нормализации» был исключён из Коммунистической партии Чехословакии и уволен из Университета Коменского 6 марта 1970 года. С осени 1970 года до своего ареста в мае 1981 года он работал на различных рабочих специальностях. В ходе операции госбезопасности «Французский грузовик» он был обвинен в подрывной деятельности и тринадцать месяцев (с 6 мая 1981 года по 27 мая 1982 года) провёл в заключении как один из критиков режима.
В ноябре 1989 года и в последующие месяцы он был одним из главных интеллектуальных поборников Бархатной революции как представитель «Общественности против насилия» в Братиславе. Свою политическую деятельность он рассматривал как служение зарождающейся демократии в Чехословакии. С ноября 1989 года и до своей смерти он был советником президента Чехословацкой Республики Вацлава Гавела; он умер 23 сентября 1990 года в Праге в возрасте 60 лет. 
Он был удостоен нескольких литературных наград, в 1986 году он был награжден премией Яна Палаха, а в 1990 году, за месяц до смерти, Международный институт прессы наградил его премией IPI Press Freedom Award за лучшую статью года. 28 октября 1991 года президент Чехословацкой Республики Вацлав Гавел наградил его орденом Т. Г. Масарика 1-й степени посмертно.

## Наследие
Он интересовался историей философии, а в 1950-1960-х годах писал также литературные обзоры, культурологические и политические эссе. На рубеже этих десятилетий он занялся темой утопий, которой оставался верен до конца своей жизни. Он является автором двух систематических книг по истории социальных утопий, опубликованных в 1960-х годах: «Социальные утопии и утописты» и «Кризис утопизма».

В своих первых книгах он описывает наследие Томаса Мора, Томмазо Кампанеллы, Фрэнсиса Бэкона, Морелли, Мабли, Сен-Симона, Фурье и Оуэна и рассматривает его как процесс развития идей о поиске инструкций по созданию справедливого общества, который достигает кульминации во вкладе Карла Маркса и Фридриха Энгельса, придавших идее создания всеобщего коммунистического общества научный характер:
«Эта книга имеет целью обратить внимание на то, что социальная утопия непрерывно, на протяжении столетий поддерживала в сознании людей великие концепции, которые также являются содержанием современного коммунизма и которые мы находим во введении к Программе Коммунистической партии Советского Союза: Коммунизм выполняет историческую миссию — избавляет всех людей от социального неравенства, всех форм угнетения и эксплуатации, ужасов войны — и устанавливает на земле Мир, Труд, Свободу, Равенство, Братство и Счастье всех народов». 
Его работы 1970-х и 1980-х годов анализируют политическую культуру и нарушения прав человека компартийным режимом в Чехословакии. Они выходили в самиздате и за рубежом (в том числе в переводах на иностранные языки. Некоторые из своих работ он опубликовал вместе со своим другом, марксистским философом Мирославом Кусы. В последние годы он отошёл от своих марксистских взглядов и стал сторонником концепции открытого общества Поппера.

## Книги
- Sociálne utópie a utopisti (Социальные утопии и утописты). 1963
- Kríza utopizmu (Кризис утопизма). 1967
- Obnovenie poriadku (Восстановление порядка). 1978
- Dopisy o povaze skutečnosti (Письма о природе реальности). 1982 (самиздат)
- Náš súdruh Winston Smith (Наш товарищ Уинстон Смит). 1984
- Světelná znamení (Световые знаки). 1984 (самиздат, опубликовано в виде книги в 1991)
- Kruhová obrana (Круговая оборона). 1985 (самиздат, опубликовано в виде книги в 1992)
- Koniec nehybnosti (Конец неподвижности). 1990
- Dopisy z vězení (Письма из тюрьмы). 1999
- Veľký brat a veľká sestra (Большой брат и большая сестра). 2000 (соавтор Мирослав Кусы)
- Európska skúsenosť s reálnym socializmom (Европейский опыт реального социализма). (соавтор Мирослав Кусы)